# Great Western Automobile Company

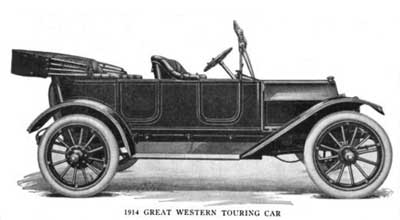
Great Western Model 40 von 1914

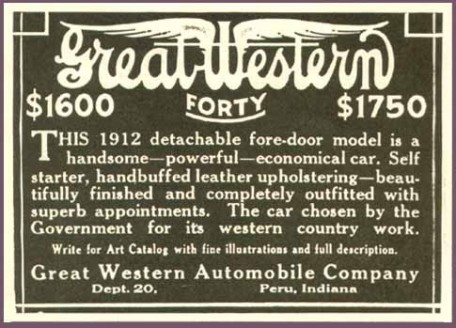
Anzeige für den Great Western Forty von 1912

Great Western Automobile Company war ein US-amerikanischer Hersteller von Automobilen.

## Unternehmensgeschichte
E. A. Myers hatte die Model Automobile Company geleitet. Am 8. September 1909 gründete er das neue Unternehmen in Peru in Indiana. Präsident war Milton Kraus. Sie begannen 1910 mit der Produktion von Automobilen. Der Markenname lautete Great Western. Im August 1913 begann die Insolvenz. Kraus zog sich zurück, Myers übernahm die Leitung. 1914 begannen Arbeiten an einem Prototyp mit einem besonderen Motor, der nicht in Serienproduktion ging. 1915 schloss das Unternehmen einen Vertrag mit der Rayfield Motor Car Company ab, um Fahrzeuge für Rayfield zu bauen, konnte den Vertrag allerdings nicht einhalten und wurde verklagt. 1916 wurde das bewährte Vierzylindermodell durch ein wesentlich schwächeres und billigeres Sechszylindermodell ersetzt. Diese drei genannten Vorgänge nennt eine Quelle eine Aneinanderreihung von Fehlern.
1916 endete die Produktion.

## Fahrzeuge
1910 standen drei Fahrzeugtypen in insgesamt vier Ausführungen zur Auswahl. Alle hatten Vierzylindermotoren. Im Thirty leistete er 30 PS. Das Fahrgestell hatte 269 cm Radstand. Das Model 20 war ein fünfsitziger Tourenwagen und das Model 20 A ein drei- bis viersitziger Runabout. Der Forty hatte einen 40-PS-Motor, einen Radstand von 290 cm und als Model 21 einen Aufbau als fünfsitzigen Tourenwagen. Spitzenmodell war der Fifty. Sein Motor leistete 50 PS. Der Radstand von 310 cm ermöglichte eine Karosserie als siebensitzigen Tourenwagen.
1911 sah die Beschränkung auf das mittelgroße Modell. Motorleistung und Radstand blieben unverändert. Überliefert sind Roadster mit drei Sitzen, Demi-Tonneau Roadster mit vier Sitzen sowie Tourenwagen, Full-Torpedo und Semi-Torpedo mit jeweils fünf Sitzen.
Für 1912 sind die folgenden Aufbauten genannt: Torpedo-Roadster mit zwei Sitzen, Demi-Tonneau Runabout mit vier Sitzen sowie Semi-Torpedo, Tourenwagen und viertüriger Detachable Tourenwagen mit jeweils fünf Sitzen.
1913 wurde der Radstand auf 300 cm verlängert. Zweisitziger Torpedo-Roadster, viersitziger Semi-Torpedo, fünfsitziger Tourenwagen und eine ebenfalls fünfsitzige Limousine standen zur Wahl.
1914 standen nur ein zweisitziger Runabout, ein viersitziger Tourenwagen und ein fünfsitziger Tourenwagen zur Auswahl.
1915 erfolgte die nächste Verlängerung des Radstandes auf 310 cm. Verschiedene Tourenwagen boten Platz für vier, fünf, sechs oder sieben Personen. Limousinen gab es mit vier und mit sechs Sitzen. Daneben sind ein Roadster mit zwei Sitzen und ein Convertible Coupé mit vier Sitzen genannt.
1916 löste der Six mit einem Sechszylindermotor alle bisherigen Modelle ab. Seine Leistung war mit 21,6 PS angegeben. Der Radstand maß 300 cm. Einziger Aufbau war ein fünfsitziger Tourenwagen.

## Modellübersicht
| Jahr | Modell | Ausführung | Zylinder | Leistung (PS) | Radstand (cm) | Aufbau |
| ---- | ------ | ---------- | -------- | ------------- | ------------- | --- |
| 1910 | Thirty | Model 20   | 4        | 30            | 269           | Tourenwagen 5-sitzig |
| 1910 | Thirty | Model 20 A | 4        | 30            | 269           | Runabout 3-sitzig und 4-sitzig |
| 1910 | Forty  | Model 21   | 4        | 40            | 290           | Tourenwagen 5-sitzig |
| 1910 | Fifty  | Model 22   | 4        | 50            | 310           | Tourenwagen 7-sitzig |
| 1911 | Forty  |            | 4        | 40            | 290           | Tourenwagen 5-sitzig, Demi-Tonneau Roadster 4-sitzig, Semi-Torpedo 5-sitzig, Roadster 3-sitzig, Full-Torpedo 5-sitzig                           |
| 1912 | Forty  |            | 4        | 40            | 290           | Detachable Tourenwagen 4-türig 5-sitzig, Semi-Torpedo 5-sitzig, Tourenwagen 5-sitzig, Torpedo-Roadster 2-sitzig, Demi-Tonneau Runabout 4-sitzig |
| 1913 | Forty  |            | 4        | 40            | 300           | Torpedo Roadster 2-sitzig, Semi-Torpedo 4-sitzig, Tourenwagen 5-sitzig, Limousine 5-sitzig                                                      |
| 1914 | Forty  |            | 4        | 40            | 300           | Tourenwagen 4-sitzig und 5-sitzig, Runabout 2-sitzig                                                                                            |
| 1915 | Forty  |            | 4        | 40            | 310           | Tourenwagen 4-sitzig und 5-sitzig und 6-sitzig und 7-sitzig, Roadster 2-sitzig, Convertible Coupé 2-sitzig, Limousine 4-sitzig und 6-sitzig     |
| 1916 | Six    |            | 6        | 21,6          | 300           | Tourenwagen 5-sitzig |